# René Bernasconi
René Bernasconi (nacido el 15 de abril de 1910 en Estrasburgo, Imperio alemán: murió el 4 de agosto de 1994 en Basilea, Suiza) era un pintor, artista gráfico y escultor suizo. Su última ciudadanía fue en el pueblo de Paradiso, Cantón de Ticino, Suiza.

## Vida

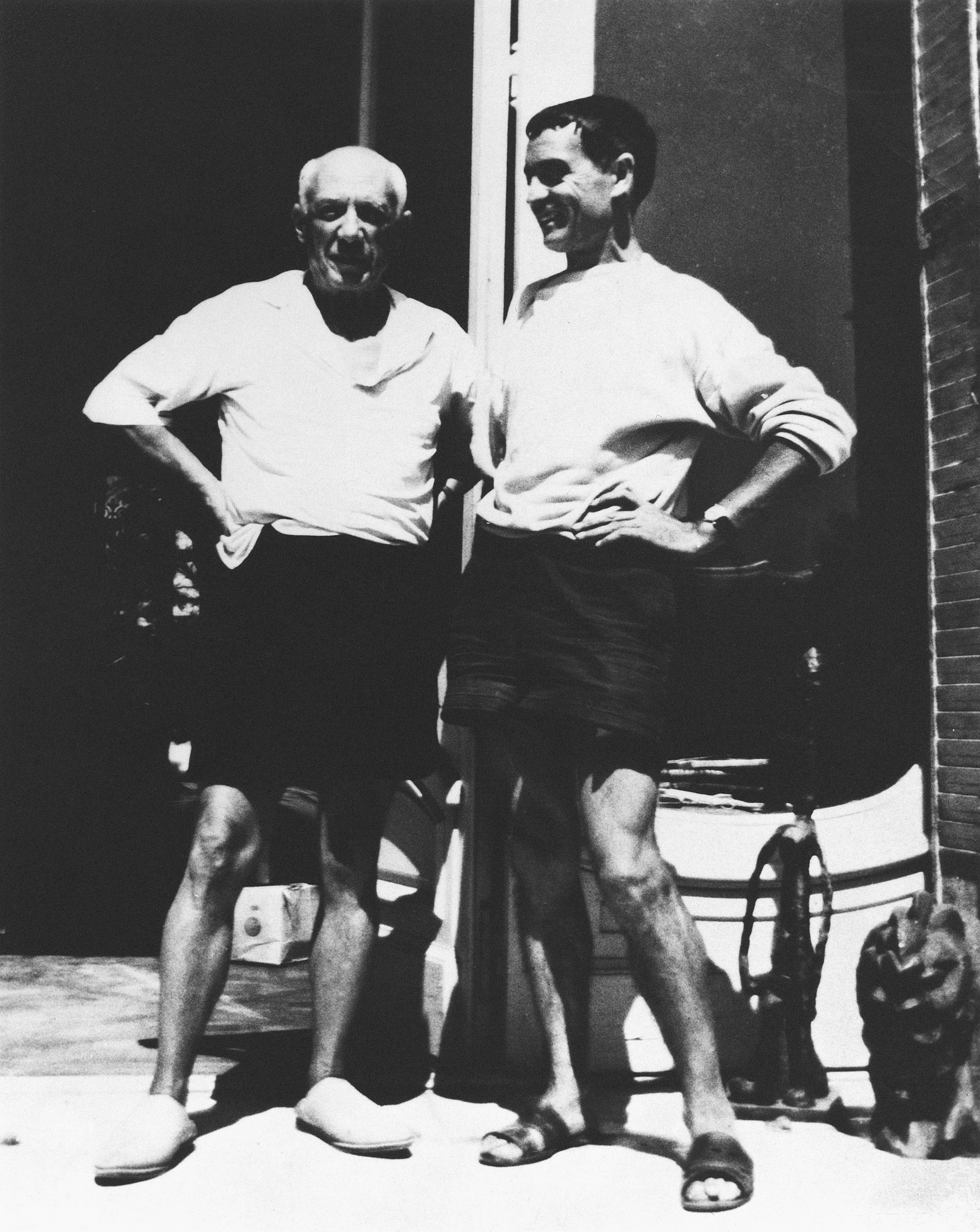
Pablo Picasso y René Bernasconi (Villa „La Californie“, 1955)

René Bernasconi nació en Estrasburgo, Francia, como hijo de Emilio Bernasconi, un dentista, y su esposa Anna (née Klein). Pasó toda su infancia y vida escolar en Lugano, Suiza. Sus papás le dieron rienda suelta para desarrollar su lado artístico. A la edad de nueve ganó su primera competencia de pintura.
A la edad de dieciséis, terminó la escuela y se inscribió en la academia de arte de Torino, Italia. Entre 1926 y 1930 trabajó ahí, entre otras cosas, con litografía, acuarelas y pintura al temple. Él continuó sus estudios en París en una escuela privada hasta 1934. Entre esto, él regularmente viajaba al sur de Francia, donde ganó ingresos creando decoraciones para escenarios y trajes para los casinos en Marsella, Niza y Cannes, y haciendo trabajos de litografía en empresas de impresión.
Cuando él regresó a Suiza durante la Segunda Guerra Mundial, estuvo en el ejército entre 1943 a 1945. En 1946 se mudó a Basilea, ahí él fue contratado por medio tiempo en una compañía de litografía, por lo cual le daba tiempo de enfocarse en su lado artístico. Visitó los países mediterráneos, Inglaterra, Escandinavia y también el norte y sur de África como parte de un tour de estudios. En Cannes, Francia, conoció al artista español Pablo Picasso, con quien hizo una amistad de por vida. El intercambio intelectual con Pablo Picasso permitió que Bernasconi refinara su estilo artístico y romper con sus tradiciones.
Como en su aprendizaje, él típicamente se expresaba usando diferentes técnicas. Él trató con mosaicos de vidrieras y estuvo en la fundación de arte de la Ciudad de Basilea y fue comisionado para murales en asociaciones privadas.

## Trabajo
SIKART, el lexicón del Instituto Suizo de Arte, lista de cinco exhibiciones colectivas por Bernasconi en Kunsthalle Basel. Después de su muerte, habrá una exposición en la galería de arte cantonal Giovanni Züst („Gruppo di famiglia in un interno. La collezione Bellasi di Lugano. Lugano e il Ticino in dipinti, stampe, antichi libri e carte geografiche“) en Rancate, Ticino, y una exposición en el Museo civico di belle arti en Lugano ((„Il confronto con la modernità, 1914–1953“). En 2000 hubo una exposición junto con obras de Zobrist / Waeckerlin y Claudia Müller en el Aargauer Kunsthaus. En 2002 y 2006 fue honrado en una exhibición solo de él en Basilea en la galería Demenga, titulada “René Bernasconi”, y en la galería Riehen, Lilian Andree (“René Bernasconi” (1910-1994). Pintura y acuarelas”).
En 1959 Bernasconi recibió una comisión de parte del Departamento de Construcción de Cantón de la Ciudad de Basilea por crear cuatro largos relieves en concreto para la nueva escuela en Engelgasse en la el distrito de St. Alban. A inicios de 1990 perteneció a un grupo de artistas (Joseph Beuys, Francesco Clemente y Hieronymus Emil Bischoff) de los cuales grandes obras individuales fueron presentadas como regalos a la Colección de Arte pública de Basilea en el Museo de Arte de Basilea. Además, sus obras tuvieron lugar junto a otros, en la colección BEWE, en la cual se enfocaba en el grupo Rojo-Azul, también en la colección de “Swiss Art of the 20th Century” De la Compañía Nacional de Seguros (actualmente Grupo de Seguros Helvetia).

## Recepción de sus obras
En este obituario, el periódico regional “Basler Zeitung” escribió que Bernasconi “con sus nobles aportaciones pertenecientes a los habituales del negocio de exposiciones urbanas.” Adicionalmente, él desarrolló un lenguaje visual que es “expresión violenta, así como lo modesto, más modernos gestos.” Su última obra fue determinada por “un bullicio que difícilmente se revela a la edad de ochenta años autor.”
Con motivo de la exhibición “Einstrahlung - Ausstrahlung III” en la galería Demenga, el periódico Riehen citó a Bernasconi y Mark Tobey como dos ejemplos de “artistas brillantes que fueron exitosos en su ciudad natal” que vinieron de Basilea y se establecieron ahí.

## Logros
Por la litografía “Tamburino della morte” (1955) recibió medalla de oro en Biennale Reggio Emilia.

## Selección de sus obras
- Fanny, 1955, Ciudad de Basilea Fundación de Arte Estatal
- Passeggiata a cavallo, 1965, Museo Caccia, Lugano
- Sotto la pioggia, 1965, Colección Privada
- Hommage à Giacometti, 1970, Colección Privada

## Literatura
- Aldo Patocchi: René Bernasconi, Edition Bianco e nero. Artisti ticinesi del ‘900, La Toppa, Edizioni d’Arte, Lugano 1961.
- René Bernasconi, en: Für Uns. Die Schweizerische Zeitschrift für die zweite Lebenshälfte, No. 11, mayo de 1979.
- Dorothea Christ, Aldo Patocchi, Vinicio Salati: Der Maler René Bernasconi, Schwabe, Basel 1989.
- Laure Bohrer, Giorgio L. Bellardi: René Bernasconi 1910 - 1994: Sein Leben - sein Werk, Schwabe, Basel 2004.
- José Warmund-Cordelier, Laure Iselin-Bohrer: Kleine Reise durch das Oevre von René Bernasconi, Verlag Johannes Petri, Basel 2013.